# رافاييل دومينغيز
رافاييل دومينغيز (بالإسبانية: Rafael Domínguez)‏ هو صحفي ومحامي وكاتب مكسيكي، ولد في 14 فبراير 1883 في تاباسكو في المكسيك، وتوفي في 23 يناير 1959 في ولاية فيراكروز في المكسيك.